# Che Guevara Mausoleum
Che Guevara Mausoleum (Mausoleo Che Guevara) er et mindesmærke i Santa Clara, Cuba. Det huser resterne af den revolutionære Ernesto "Che" Guevara og niogtyve af hans kammerater, som blev dræbt i 1967 under Guevara's forsøg på at rejse en væbnet revolution i Bolivia. Det fulde område, som indeholder en bronzestatue på 22-fod af Che, kaldes Ernesto Guevara skulpturkomplekset.
Guevara blev begravet med fuld militær honnør den 17. oktober 1997, efter at hans jordiske rester var blevet fundet i Bolivia og returneret til Cuba. På stedet er der også et museum dedikeret til Guevaras liv og en evig flamme, der blev tændt af Fidel Castro i Ches mausoleum.
Santa Clara blev valgt som stedet, der skulle minde om Guevaras tropper, der overtog byen den 31. december 1958 under Slaget om Santa Clara. Resultatet at denne sidste kamp under den cubanske revolution blev, at den cubanske diktator Fulgencio Batista flygtede fra øen til eksil.
Tæt på, i en anden del af byen, står et Fulgencio Batistas militære forsyningstog, der blev afsporet af Guevara under kampene. Toget er opstillet på dets oprindelige placering ved afsporingen.